# 不在地主所有權
不在地主所有權（英語：absentee ownership）在資本主義上，本指不參與直接生產的地主所擁有的權利，相對名詞為佃權。此種權利在某些時候為負面用詞，19世紀中，實施市場開放最力的美國政府還將擁有2000公畝以上的不在地主所有權視為投機。20世紀後，該名詞後來普遍於審計制度被引申為非經營者的業主權益。